# آرتور ئی. نلسون
آرتور ئی. نلسون (به انگلیسی: Arthur E. Nelson) سناتور سابق عضو حزب جمهوری‌خواه ایالات متحده آمریکا بود. وی در سال ۱۹۴۲ تا ۱۹۴۳ میلادی سناتور ایالت مینه‌سوتا در سنای ایالات متحده آمریکا بود.